# Глазырин, Константин Андреевич
Константин Андреевич Глазырин (1790—1848) — российский кораблестроитель XIX века, полковник Корпуса корабельных инженеров.

## Биография
Глазырин Константин Андреевич родился в 1790 году. В 1799 году был принят в Санкт-Петербургское адмиралтейство корабельным учеником 2-го класса. Работал на верфях Кронштадта и Петербурга. 
Руководил постройкой 6 фрегатов и нескольких мелких судов.
В 1820 году в Санкт-Петербургском Главном адмиралтействе заложил и 7 мая 1821 года спустил на воду 14-пушечный бриг «Рига».
В 1828—1833 годах штабс-капитан К. А. Глазырин на Главной Адмиралтейской верфи построил 44-пушечные парусные фрегаты типа «Спешный»: «Елисавета» (заложен 15 января 1828, спущен на воду 18 августа 1828 года), «Принц Оранский» (заложен 18 октября 1828, спущен на воду 13 июля 1829 года; в 1841 году переименован в «Король Нидерландский»), «Юнона» и «Помона» (заложены 12 октября 1829, спущены на воду в июне 1830 года), 20-пушечный бриг «Патрокл» (типа «Диомид») (заложен
28 декабря 1830, спущен 14 августа 1831 года.
Кроме постройки парусных судов К. А. Глазырин разрабатывал чертежи пароходов, на которых устанавливались паровые машины М. Кларка.
С 1823 года занимался разработкой чертежей буксирного парохода с паровой машиной мощностью 40 л. с.
В 1829 году произведён в капитаны Корпуса корабельных инженеров.
1 (13) февраля 1830 года начал постройку требаки «Нарова» (спущена 31 июля (12 августа) 1830 года), для строительства которой впервые были привлечены учреждённые на «Новой Голландии» крепостные арестантские роты, сформированные частично из представителей арестантских рот инженерного ведомства и заключённых «гражданских тюрем и острогов» Санкт-Петербургской, Новгородской, Тверской, Псковской, Эстляндской и Олонецкой губерний, имеющих навыки плотницкой, кузнечной, малярной, фонарной, котельной, брантспойтной и конопатной работ. В том же 1830 году начал конструкторскую деятельность в области пароходостроения. В ноябре 1830 года, по контракту правительства с купцом Громовым о постройке судна для перевозки гранитной заготовки для Александровской колоны (масса свыше 500 тонн, длина около 26 метров),  корабельный инженер Глазырин приступил к строительству специального бота «Святой Николай». Строительство велось на верфи у Смольного монастыря. 6 июня 1831 год бот был спущен на воду и с 20 октября по 9 ноября 1831 года успешно доставил из Финляндии сначала в Кронштадт, а затем в Петербург величественный камень.
В 1831 году на верфи «Новая Голландия» Глазыриным были построены три канонерские лодки.
В 1832 году произведён в подполковники,
В 1835 году опытный кораблестроитель И. А. Амосов выступал в качестве защитника Константина Андреевича, обвинённого в значительном перерасходе красок при постройке ряда судов. Тщательными расчетами он доказал всю вздорность выдвинутого обвинения, и таким образом, спас честь заслуженного человека.
В 1836 году — в полковники Корпуса корабельных инженеров.
В 1839 году Глазырин назначен старшим корабельным инженером Кронштадтского порта.
В 1841—1845 году построил эллинг в Новом Адмиралтействе.
Умер в 1848 году.

## Корабли, построенные К. А. Глазыриным
- 44-пушечный фрегат «Прозерпина» (1832) вместе с И. А. Амосовым Заложен 10 октября 1831 г. в Главном адмиралтействе в С.-Петербурге, спущен 31 августа 1832 года. Строители К. А. Глазырин и И.А. Амосов[13].
- фрегат «Диана» (1833) Заложен 3 декабря 1832 г. в Главном адмиралтействе в С.-Петербурге, спущен 24 августа 1833 года[14].

## Семья
- Сын — Глазырин Николай Константинович,  генерал-майор Корпуса корабельных инженеров, в 1894—1895 годах Главный инспектор кораблестроения.